# Theocracy (album av Theocracy)
Theocracy är det amerikanska progressiva power metal-bandet Theocracys debutalbum, utgivet 2003 på MetalAges Records.
Matt Smith stod för all sång, alla instrument samt trumprogrammering. Albumet återutgavs 2013 på bandets dåvarande skivbolag Ulterium Records, remastrad och med trummor inspelade av den dåvarande trummisen Shawn Benson.

## Låtlista
1. "Prelude" (instrumental) – 1:36
2. "Ichthus" – 4:39
3. "The Serpent's Kiss" – 11:56
4. "Mountain" – 4:48
5. "Theocracy" – 6:00
6. "The Healing Hand" – 11:36
7. "Sinner" – 6:08
8. "New Jerusalem" – 5:10
9. "The Victory Dance" – 5:02
10. "Twist of Fate" – 11:30

## Medverkande
Musiker
- Matt Smith – sång, gitarr, basgitarr, keyboard, trumprogrammering
- Shawn Benson – trummor (på den remastrade utgåvan)

Produktion
- Matt Smith – producent, inspelningstekniker, mixning
- Glenn Schick – mastering
- Mika Jussila – mastering (på den remastrade utgåvan)
- Mattias Norén – omslagskonst
- Reneé Perro – albumkonst
- Deron Blevins – logotyp, design
- Susan Myers – foto